# هانا اشتوکباور
هانا اشتوکباوِر (به آلمانی: Hannah Stockbauer) (زادهٔ ۷ ژانویهٔ ۱۹۸۲ در نورنبرگ، بایرن) شناگر اهل کشور آلمان است.